# Ace Sanders
Tracy Lavon Sanders, detto Ace (Bradenton, 11 novembre 1991), è un giocatore di football americano statunitense che gioca nel ruolo di wide receiver per i Jacksonville Jaguars della National Football League (NFL). Fu scelto nel corso del quarto giro (101º assoluto) del Draft NFL 2013 dai Jaguars. Al college ha giocato a football alla South Carolina University.

## Carriera professionistica

### Jacksonville Jaguars
Sanders fu scelto nel corso del quarto giro del Draft 2013 dai Jacksonville Jaguars. Debuttò come professionista nella settimana 1 contro i Kansas City Chiefs ricevendo 3 passaggi per 14 yard. La settimana successiva contro gli Oakland Raiders ricevette 5 passaggi per 64 yard. Nella settimana 14 contro gli Houston Texans completò un passaggio da touchdown da 21 yard per Jordan Todman, contribuendo alla quarta vittoria stagionale dei Jaguars. La domenica seguente segnò il suo primo touchdown su ricezione contro i Buffalo Bills. La sua stagione da rookie si concluse con 484 yard ricevute e 1 touchdown in 15 presenze, di cui quattro come titolare. L'anno seguente trovò meno spazio, disputando 12 scampoli di partita e terminando con sole 55 yard ricevute.

## Statistiche
| Partite totali         | 27  |
| Partite da titolare    | 4   |
| Ricezioni              | 57  |
| Yard su ricezione      | 539 |
| Touchdown su ricezione | 1   |

Statistiche aggiornate alla stagione 2014